# Neue Heilbronner Hütte
Die Neue Heilbronner Hütte ist eine Schutzhütte der Sektion Heilbronn des Deutschen Alpenvereins. Sie liegt im österreichischen Bundesland Vorarlberg in der Verwallgruppe. Mit 2320 m ü. A. gehört sie zu den höchsten in der Verwallgruppe.
Zwischen den Heilbronner Hütten und dem Heilbronner Weg in den Allgäuer Alpen besteht kein geographischer Zusammenhang.

## Geschichte

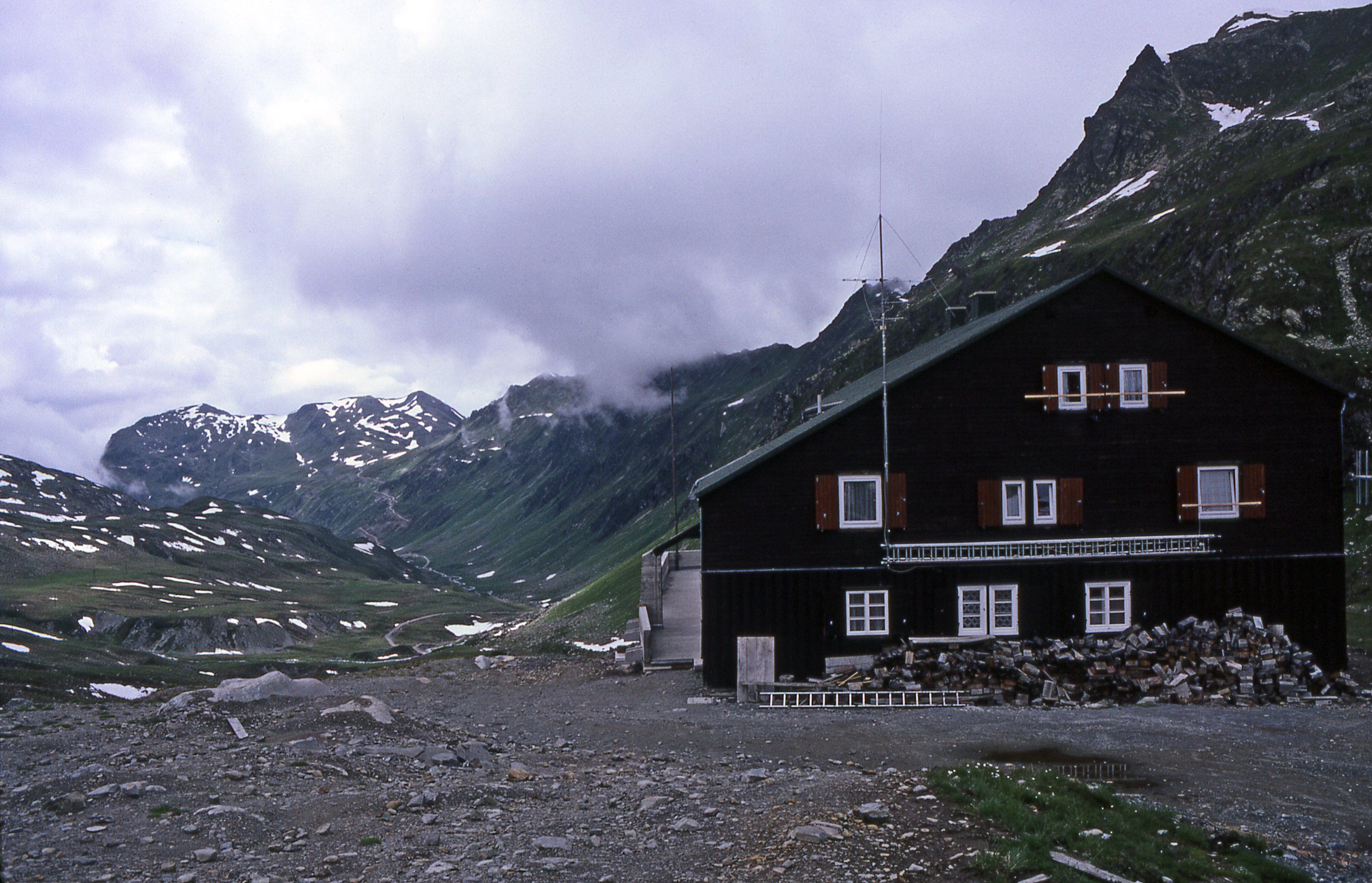
Neue Heilbronner Hütte in Blickrichtung Verbellabachtal gesehen (1981)

Die Alte Heilbronner Hütte wurde 1910 am Tascheljöchl in Südtirol errichtet und fiel mit diesem 1919 an Italien. Um 1925 begann die Sektion Heilbronn des Deutschen und Österreichischen Alpenvereins (DuOeAV) mit Überlegungen zum Bau der neuen Heilbronner Hütte an einem anderen Standort. Der Vorsitzende Peter Bruckmann wandte sich daher im Februar 1926 an den Hauptausschuss des DuOeAV in München, der als Standort das Verbellner Winterjöchl am Scheidsee empfahl. Nach einer Vor-Ort-Besichtigung im Juli 1926 begannen im Herbst noch ohne Baugenehmigung die Bauarbeiten nach Plänen des Architekten Richard Scheffler, die Baugenehmigung erfolgte nachträglich am 7. Dezember 1926. Nach über einjähriger Bauzeit begann Weihnachten 1927 die Bewirtschaftung der noch immer nicht fertiggestellten Hütte. Die offizielle Einweihung erfolgte am 1. Juli 1928 durch Vorstand Peter Bruckmann. Die Baukosten betrugen 81.400 RM. Für den Verlust der ersten Heilbronner Hütte erhielt die Sektion Heilbronn des DuOeAV im Rechnungsjahr 1927/28 rund 4.300 RM Entschädigung. Die Hütte erfreute sich großen Zulaufs (jährlich 1000 Übernachtungen und mehr), so dass man bereits 1931 erstmals an eine Erweiterung dachte.
Nach der ab Sommer 1933 verordneten Tausend-Mark-Sperre konnte im Winter 1933/34 nur noch ein Notbetrieb auf der Hütte aufrechterhalten werden. Bis 1935 kam der Betrieb der Hütte ganz zum Erliegen, im Sommer des Jahres wurde auch zwei Mal eingebrochen. Die Sektion Heilbronn hatte unterdessen als Ersatz für die nicht mehr zugängliche Hütte im Jahr 1935 die neu erbaute Sonneckhütte bei Ofterschwang im Allgäu gepachtet. Mit dem „Anschluss“ Österreichs im März 1938 konnte die Heilbronner Hütte im Verwall wieder erreicht werden.
In den ersten Jahren des Zweiten Weltkriegs wurde die Heilbronner Hütte zunächst weiter bewirtschaftet, allerdings wurde das Gebäude im Februar 1943 von der Heeresverwaltung, Gebirgsnachrichtenabteilung 18 Bludenz, beschlagnahmt. Nach Kriegsende wurde die Hütte mehrfach aufgebrochen und das Inventar geplündert.
Die Sektion Vorarlberg des Österreichischen Alpenvereins (ÖAV) betreute die Hütte ab 1946 vorläufig und setzte 1950 einen neuen Hüttenwirt ein. 1958 wurde die Hütte an die Sektion Heilbronn zurückgegeben. Die Kapazität betrug damals 36 Betten und 50 Schlafplätze im Matratzenlager. Bis in die Gegenwart hat die Hütte mehrfach Erweiterungen erfahren, so in den Jahren 1961, 1976, 2003 und 2010/11. Die Hütte verfügt inzwischen über 114 Schlafplätze und ist in der Regel von Mitte Juni bis Anfang Oktober geöffnet.
Die Hütte wird stark von Radfahrern frequentiert und ist im Sommer sehr stark besucht. Sie ist durch einen Fahrweg erreichbar.
Außerhalb der Sommersaison steht mit der 1996 errichteten Peter-Käß-Hütte (benannt nach dem Vorsitzenden der Heilbronner Sektion in der Zeit von 1978 bis 1998) ein unbewirtschaftetes Selbstversorgerhaus mit 28 Plätzen zur Verfügung.

## Übergänge zu anderen Hütten
- Friedrichshafener Hütte in ca. 3 Stunden Gehzeit
- Konstanzer Hütte in ca. 5 Stunden Gehzeit
- Neue Reutlinger Hütte in ca. 5 Stunden Gehzeit
- Wormser Hütte in ca. 10 Stunden Gehzeit

Die Hütte ist auch ein wichtiger Stützpunkt am Zentralalpenweg, einem österreichischen Weitwanderweg.

## Transalp
Die Heilbronner Hütte ist ein wichtiger Stützpunkt für Unternehmungen im Sinne einer Transalp-Tour mit dem Mountainbike. Seit 1995 wird die Hütte auf der Joe-Route, seit 2004 auch auf der Albrecht-Route angefahren. Diese alpinen Touren beginnen in Bayern und enden am Gardasee.